# Астемиров, Анзор Эльдарович
Анзо́р Эльда́рович Астеми́ров, известен так же как амир Сейфуллах или Абу Имран (3 декабря 1976, Кременчуг, УССР — 24 марта 2010, Нальчик, Кабардино-Балкария) — один из лидеров и идеологов исламистского сопротивления на Северном Кавказе, амир Кабардино-Балкарского джамаата, кадий Имарата Кавказ и валий Объединённого Вилайята Кабарды, Балкарии и Карачая.
Получив исламское образование за рубежом, вёл проповедническую деятельность и принадлежал к научным кругам, состоял в руководстве Института исламских исследований в Нальчике. После начала масштабного давления на мусульман в КБР со стороны властей ушёл в подполье. Организатор нападения на управление Госнаркоконтроля РФ по КБР в Нальчике в декабре 2004 года. Один из организаторов и непосредственных руководителей нападения на Нальчик 13 октября 2005 года. После нападения на Нальчик — амир Кабардино-Балкарского сектора Кавказского фронта ВС ЧРИ. Находился в международном розыске с 2006 года за нарушение семи статей УК РФ. Главный идеолог провозглашения Имарата Кавказ.

## Биография

### Становление
Родился 3 декабря 1976 года в городе Кременчуг Украинской ССР, куда в 1930-х годах переехал его дед, опасаясь репрессий за принадлежность к дворянскому роду. Отца звали Эльдар. По национальности — кабардинский адыг, потомок черкесских князей. Близкий родственник генерала ВС Абхазии Султана Сосналиева. От отца получил исламское воспитание, Анзор научился таджвиду.
В 1980-х годах семья Астемировых вернулась в Кабардино-Балкарию. В 1992 году саудовский Исламский университет имени имама Мухаммад ибн Сауда провёл в Нальчике двухнедельные курсы по основам ислама, в результатам них университет пригласил на обучение 12 абитуриентов из КБР, в числе которых были Руслан Одижев и Анзор. Астемиров впоследствии вспоминал: «Мы были самые первые ученики с постсоветского пространства, правда, из 12 человек окончили факультет шариата только двое. Один умер, остальные не могли учиться из-за солидного возраста — память была уже плохая. Руслан не закончил учёбу по болезни, а я — из-за бюрократических препон в 1998 году, когда приехал на каникулы домой…».
По словам друга Астемирова, в 1995 году, узнав о начале Российско-чеченской войны, Анзор прервал учёбу в Саудии и поехал воевать за Ичкерию, считая это джихадом, оборонял Грозный в составе Исламского батальона. Впоследствии стал корреспондентом телеканала Аль-Джазира.
С 1998 года учреждён Кабардино-Балкарский джамаат, который стал составлял идеологическую оппозицию официальному духовенству республики под лидерством имама Мусы Мукожева. Астемиров был назначен заместителем главы джамаата. читал проповеди в мечети Вольного Аула —посёлке Нальчика.
В декабре 1999 года был задержан на границе Северной Осетии при попытке перегнать из Грузии в Чечню джип «Тойота», который, по данным МВД КБР, предназначался для Хаттаба. Против Астемирова было возбуждено уголовное дело, однако доказать его вину не смогли. В 2001 году он вместе с Мукожевым был задержан по подозрению в причастности к терактам в Ставропольском крае и КЧР. Они провели три месяца в следственном изоляторе «Белый лебедь» Пятигорска, однако затем были освобождены, официально — за недоказанностью, Анзор считал, что его отпустили из-за народных волнений на Северном Кавказе и, в частности, в КБР. Сам Астемиров объяснял арест тем, что властям не нравилось, что он занимался разбором по шариату дел людей, которые к нему обращались, в том числе из-за коррумпированности государственной судебной системы, он заявил, что в изоляторе силовики требовали прекратить призывать к шариату.
В 2002 году в Нальчике правозащитником Русланом Нахушевым был создан Институт исламских исследований, который, как он сам заявлял, должен был наладить контакты между представителями официального мусульманского духовенства и оппозиционно настроенной исламской молодёжью. Своими заместителями Нахушев назначил Мукожева и Астемирова, который занял должность заместителя директора по научной работе. Нахушев впоследствии называл его «интеллигентным человеком».
В 2003 году на круглом столе в Москве на тему «Права национальных меньшинств в России: иллюзии и реальность», где собрались различные правозащитники, должностные лица и прочие, Астемиров выступил с докладом, отмечая притеснение в КБР соблюдающих религию мусульман, закрытие мечетей в Чегеме, Нарткале, Алтуде, обыски, задержания, угрозы от силовиков, составление ими списков «ваххабитов» из молодых мусульман, похищения спецслужбами, издевательства над религией. Астемиров заключил, что «многочисленные нарушения прав верующих могли привести к ответной реакции и иметь непредсказуемые последствия».
В марте 2004 года принял участие в семинаре «Применение мусульманского права в России» в Москве с докладом «Современная практика применения мусульманского права в КБР», он заявил о возможности сосуществования российской системы и шариатского суда, который бы разбирал финансовые, наследственные, бракоразводные и прочие вопросы при взаимном согласии сторон. Впоследствии давление на мусульман со стороны властей усилилось, осенью 2004 года у Астемирова конфисковали паспорт для предотвращения его выезда за границу. Мокужев, Нахушев и Астемиров пытались решить вопрос мирно, сдерживая радикально настроенную часть общины и выступали с предупреждениями, что давление на джамаат может привести к насильственному сопротивлению, однако репрессии продолжались и ситуация только накалялась, пока в конце года не достигла критической точки, когда Астемиров ушёл в подполье.
По свидетельству Х. Емкужева, Астемиров и Мукожев не были в первоначальный период радикально настроенными и не высказывались за силовые методы, а изменили свои взгляды после возвращения с американской тюрьмы в Гуантанамо Руслана Одижева. Кавказовед Игорь Добаев также отмечал, что Астемиров в 1990-е годы стоял на «умеренно радикальных позициях».

### В подполье
Вместе с Ильясом Горчхановым организовал нападение на дежурную часть управления Госнаркоконтроля в Нальчике в декабре 2004 года. Все погибшие тогда — четверо наркополицейских — были убиты Горчхановым, нападавшая группировка захватили более 250 единиц оружия. После этого лидеров джамаата, в том числе Астемирова, объявили в розыск, он ушёл в подполье. К тому времени в правоохранительных органах его считали главным идеологом джамаата «Ярмук», он проходил как подозреваемый по нескольким уголовным делам.
Имя «Сейфуллах» (от араб. سيف الله‎ — меч Аллаха) Астемиров взял после гибели 25 января 2005 года лидера Ярмука Муслима Атаева, носившего его. Летом 2005 года Астемиров присутствовал на военном маджлисе в Нальчике, тогда решался вопрос о присоединении джамаатов Ингушетии и Кабардино-Балкарии к Кавказскому фронту.
Вместе с Горчхановым непосредственно руководил нападением на Нальчик 13 октября 2005 года, в ходе которого Горчханов погиб. Поступали сообщения и о гибели Астемирова, но они не подтвердились, ему удалось скрыться и его вновь объявили в розыск, назначив вознаграждение за информацию о его местонахождении. В день рейда на Нальчик Астемиров призвал мусульман начать джихад — партизанскую борьбу — по всей республике. Провал выступления в Нальчике привёл Кабардино-Балкарский джамаат к краху. По свидетельству Х. Емкужева, после нападения на Нальчик Астемиров был назначен командиром Кабардино-Балкарского сектора Кавказского фронта ВС ЧРИ, а Мукожев стал его заместителем.
В ноябре 2006 года Астемиров выступил с обращением к властям России, обещая масштабные теракты в Кабардино-Балкарии, начало которым положат акции по уничтожению крупных чиновников республики, лояльных властям священнослужителей и бизнесменов.
Мы не признаём никаких законов, кроме законов Аллаха, а те, кто не желает покориться Аллаху и жить по его законам, будут наказаны
Политолог Ислам Текушев тогда отмечал, что «Анзор Астемиров известен, прежде всего, как один из самых эрудированных и тонких богословов в области ислама на Кавказе. Большинство его текстов, которые периодически появляются на сайте „Кавказ-центр“, посвящены теории и практике джихада».
В сентябре 2007 года президентом Ичкерии Доку Умаровым назначен и. о. председателя Высшего шариатского суда ЧРИ, а с провозглашением в октябре того же года Умаровым Имарата Кавказ стал его верховным кадием. Являлся главным идеологом провозглашения Кавказского Имарата. Одновременно валий Объединённого Вилайята Кабарды, Балкарии и Карачая Имарата Кавказ.
Доку Умаров вспоминал, что перед провозглашением им Имарата он получил кассету из Нальчика от амира Сайфуллаха, в которой тот заявлял:
Брат, мы договаривались с нашим братом Абу-Идрисом (Шамилем), что в этом году, когда он придёт, провозгласим Имарат. Абу-Идрис договаривался с нашим братом Абдул-Халимом, а вы сегодня этот договор не соблюдаете, и вопрос уже стоит о правильности вашей акиды. Если вы не провозглашаете Имарат, я вынужден его провозгласить сам, и призвать братьев воюющих на Кавказе сделать байат мне
Умаров отмечал, что провозглашение Сайфуллахом Имарата означало бы раскол в лагере кавказского сопротивления: «я знаю, что дагестанцы сделали бы байат Сайфуллах, и ингуши сделали бы байат, а мы остались бы. Уже было видно, что за нами люди не пойдут, наши ряды не пополняются под флагом Ичкерии…».
Был в числе подозреваемых в убийстве в ноябре 2007 года девяти егерей в Кабардино-Балкарии, которых моджахеды обвиняли в сотрудничестве с милицией, и в январе 2008 года начальника управления по борьбе с оргпреступностью полковника Анатолия Кярова, которого обвиняли в пытках.

### Гибель
Согласно данным ФСБ, вычислить местоположение Астемирова смогли после убийства его ближайшего помощника Валерия Этезова, у того нашли документы, по которым смогли узнать места, где бывает Анзор и где затем установили наблюдение. 24 марта 2010 года вечером в Нальчике Астемирова с сопровождающим остановили сотрудники органов для проверки документов, в результате началась перестрелка. Астемиров отстреливался от силовиков ФСБ во дворе недостроенного торгового комплекса из нарезного оружия калибра девять миллиметров, пока его не убили. Его спутнику удалось скрыться, один сотрудник управления ФСБ был ранен. Личность Астемирова подтвердила дактилоскопическая экспертиза.
Преемником Анзора Астемирова во главе Объединённого вилайята Кабарды, Балкарии и Карачая, согласно его собственному завещанию, стал Аскер Джаппуев.

## Оценки
- Политолог и журналист Ислам Текушев в 2011 году отмечал: «Анзор Астемиров действительно верил в то, за что он боролся. Это был своего рода фанатик»[39].
- Социолог Сергей Филатов пишет, что «многие люди, в том числе христианские священники, вспоминают Анзора Астемирова, как очень открытого, вежливого и хорошо образованного человека, с которым было интересно дискутировать»[40].
- Политолог Данис Гараев описывает Астемирова как одного из самых ярких и выдающихся идеологов джихадизма на Северном Кавказе[6]. По его мнению, тот был известен как интеллектуал, а его методы, данные светской науки и следование рациональной логике во многом способствовали его популярности и привлекательности[41].

## Взгляды и творчество
Считал национализм самой страшной бедой кавказских народов, полагая, что всем народам региона нужно объединиться на основе ислама в шариатском государстве. Выступал против распространения влияния организации Хизб-ут-Тахрир на Северном Кавказе, переводил с арабского и распространял антитахрировскую литературу.
Будучи в подполье, называл признание российского законодательства — язычеством, вина за распространение которой на Кавказе лежит на российской оккупации, за которой следовали культурная и идеологическая экспансия. Критиковал российскую систему власти за легализацию ростовщичества, банковского процента, оборота денег, не обеспеченных золотом и серебром, спекуляций на рынке энергоносителей, зерна и других товаров. В современных «языческих государствах», согласно Астемирову, вся власть принадлежит крупному капиталу, который назначает руководителей, заказывает законы, превратил выборы в фикцию, манипулирует населением через «жрецов», роль которых играют СМИ и официальное духовенство, развращают умы ещё со школ. Таким образом, призыв к единобожию и исламу является прямой угрозой такому строю.
В джихадистском подполье читал проповеди, писал статьи и давал интервью, в частности на темы джихада и истории народов Северного Кавказа. В своих работах Астемиров строит свою аргументацию на шариатских источниках — цитирует Коран, хадисы и мусульманских учёных, ссылался на таких классиков как Ибн Таймия и Насируддин аль-Албани. Его основная работа «Джихад против вероотступников» представляла собой политический текст, где Астемиров указал главных врагов мусульман, против которых дозволена вооружённая борьба. Утверждал, что первым шагом на джихаде является борьба со внутренними или ближайшими врагами: теми, кто отступил от ислама. Критиковал мусульман, считавших, что современным мусульманам не хватает сил для борьбы с неверными и поэтому невозможно совершать джихад в современных условиях. В частности, Астемиров выступал против мадхалитов.

## Семья
Жену звали Зухра, в семье родился один ребёнок. В 2005 году брак был расторгнут, Зухра впоследствии вышла замуж за другого мужчину, однако она подвергалась преследованиям силовиков, на её нового мужа завели уголовное дело.

### Комментарии
1. ↑  вместе с Мусой Мукожевым
2. ↑  c 2007 года — верховный кадий
3. ↑  руководитель
4. ↑  убийство, террористический акт, бандитизм, организация преступного сообщества, незаконный оборот оружия и взрывчатки, вооружённый мятеж, посягательство на жизнь сотрудников правоохранительных органов
5. ↑  Тот был взят в плен американскими военными на территории Афганистана в начале 2000-х годов, в первой половине 2004 года передан России и после содержания в СИЗО г. Пятигорска «Белый лебедь» без суда освобождён[17].
6. ↑  на углу улиц Тарчокова и Байсултанова в микрорайоне «Горный»